# Malta op het Eurovisiesongfestival 2020
Malta zou deelnemen aan het Eurovisiesongfestival 2020 in Rotterdam, Nederland. Het zou de 33ste deelname van het land aan het Eurovisiesongfestival geweest zijn. PBS was verantwoordelijk voor de Maltese bijdrage voor de editie van 2020.

## Selectieprocedure
Net als een jaar eerder koos de Maltese openbare omroep ervoor om de winnaar van de Maltese versie van X Factor te laten deelnemen aan het Eurovisiesongfestival. De finale van deze talentenjacht werd op 8 februari 2020 gewonnen door Destiny Chukunyere, winnaar van het Junior Eurovisiesongfestival 2015. Haar nummer werd vervolgens intern geselecteerd. De Maltese bijdrage kreeg als titel All of my love en werd op 9 maart 2020 gepresenteerd aan het grote publiek.

## In Rotterdam
Malta zou aantreden in de eerste halve finale op dinsdag 12 mei. Het Eurovisiesongfestival 2020 werd evenwel geannuleerd vanwege de COVID-19-pandemie.
1971 · 1972 · 1973-1974 · 1975 · 1976-1990 · 1991 · 1992 · 1993 · 1994 · 1995 · 1996 · 1997 · 1998 · 1999 · 2000 · 2001 · 2002 · 2003 · 2004 · 2005 · 2006 · 2007 · 2008 · 2009 · 2010 · 2011 · 2012 · 2013 · 2014 · 2015 · 2016 · 2017 · 2018 · 2019 · 2020 · 2021 · 2022 · 2023 · 2024 · 2025
Albanië · Armenië · Australië · Azerbeidzjan · België · Bulgarije · Cyprus · Denemarken · Duitsland · Estland · Finland · Frankrijk · Georgië · Griekenland · Ierland · IJsland · Israël · Italië · Kroatië · Letland · Litouwen · Malta · Moldavië · Nederland · Noord-Macedonië · Noorwegen · Oekraïne · Oostenrijk · Polen · Portugal · Roemenië · Rusland · San Marino · Servië · Slovenië · Spanje · Tsjechië · Verenigd Koninkrijk · Wit-Rusland · Zweden · Zwitserland